# Kemerkaya, Tortum
Kemerkaya là một xã thuộc huyện Tortum, tỉnh Erzurum, Thổ Nhĩ Kỳ. Dân số thời điểm năm 2011 là 28 người.